# 法拉芬尼
法拉芬尼（Farafenni）是西非國家岡比亞的城鎮，由北岸區負責管轄，位於岡比亞河右岸，毗鄰與塞內加爾接壤的邊境，是重要的商業城市，居民以沃洛夫人為主，鎮上有醫院、軍營、購物中心和酒店，2010年人口28,874。
13°34′N 15°36′W / 13.567°N 15.600°W